# Gottwaldt Adolf von Nostitz
Gottwaldt Adolf von Nostitz (16. januar 1691 på Reichstedt, Kurfyrstendømmet Sachsen – 18. august 1770 i Glückstadt) var en dansk officer.
Han var slægtning (brodersøn?) af Friedrich Hartwig von Nostitz, søn af Caspar Christoph von Nostitz,
kursachsisk oberst og arvelensherre til Reichstedt i Sachsen, og Susanne Luitgarde von Bünau. Han blev 1708 fændrik ved den til de danske hjælpetropper i Braband hørende bataljon af Fodgarden, samme år sekondløjtnant, 1711 premierløjtnant, 1714 karakteriseret kaptajn, 1716 kompagnichef ved Mogens Krags (det senere Holstenske) hvervede regiment, 1731 major, 1734 oberstløjtnant, 1737 forsat til Marineregimentet, men 1738 ansat som chef for Landkadetkompagniet, med hvilken stilling han fra 1740 forenede posten som overfører for Drabantgarden. Samme år fik han obersts karakter, blev 1747 chef for Holstenske Regiment, 1753 kommandant i Glückstadt, 1754 generalmajor, 1760 generalløjtnant og 1761 Hvid Ridder. Han døde ugift i Glückstadt 18. august 1770.